# Attaque chimique de Saraqeb
L'attaque chimique de Saraqeb est une attaque aérienne au sarin qui a lieu à Saraqeb dans le gouvernorat d'Idlib en Syrie le 29 avril 2013,.
Le e 2 août 2016 et le 4 février 2018, Saraqeb est à nouveau la cible d'attaques chimiques. La première aurait fait vingt-quatre blessés tandis que lors de la seconde, imputée au régime syrien, douze blessés sont dénombrés.

## Déroulement de l'attaque
Le 29 avril 2013, un hélicoptère est aperçu au-dessus de la partie ouest de la ville de Saraqeb, volant du nord vers le sud, selon une source proche de l'opposition. Selon les différentes sources, l'hélicoptère largue sur les quartiers est de la ville trois grenades qui entraînent une fumée blanche dans leur sillage ; la première atterrit vers le nord de la ville, la deuxième au milieu de la cour d'une maison familiale et la troisième, qui n'explose pas, près d'un poste de contrôle de l'opposition sur la route d'Idlib(pp12,13,20, 35–42),,.
Vers 16 h 40, un médecin de l'hôpital de Shifa est appelé pour venir en aide à deux patients, une femme de 52 ans et sa belle-fille, enceinte(p37).

## Bilan humain
La seconde grenade fait des victimes : une vingtaine de blessés et un décès.
La femme de 52 ans, gravement intoxiquée, décéde entre 22h30 et 22h45 juste avant d'arriver dans un hôpital en Turquie(p13). Les résultats des tests indiquent qu'elle a été exposée au sarin. Sa belle-fille a des symptômes modérés : elle se rétablit après 15 à 20 minutes de traitement à l'atropine, mais est également transférée dans un hôpital turc frontalier à 19 h 30. Elle peut alors marcher, mais présente, selon le médecin, confusions, nausées et vomissements(p39).
D'autres victimes présumées présentant des symptômes plus légers sont également envoyées en Turquie(p37). Cependant, le médecin examinateur n'observe pas de symptômes compatibles avec une exposition à des produits chimiques toxiques(p40) et les tests initiaux d'échantillons sanguins reviennent négatifs pour le sarin. Différents organes de la femme de 52 décédée sont autopsiés et testés positifs au sarin par différents laboratoires(p41).

## Conséquences
La Mission d’enquête des Nations unies recueille des preuves suggérant que des armes chimiques ont été utilisées à « petite échelle » dans l'attaque contre les civils. « Faute d’informations de première main sur les vecteurs utilisés et faute d’échantillons prélevés sur le terrain et analysés dans le respect de la procédure de garde permanente, la Mission des Nations Unies n’a cependant pas pu établir de lien entre ce qui se serait produit, le lieu où des armes chimiques auraient été employées et la femme qui a péri »(p20).
Le 26 avril 2017, le ministre français des Affaires étrangères, Jean-Marc Ayrault, déclare que le sarin utilisé dans l'attaque était identique au sarin utilisé lors de l'attaque chimique de Khan Cheikhoun le 4 avril 2017 et que de l'hexamine avait été trouvée dans des échantillons prélevés après les deux attaques, ce qui en fait une signature caractéristique du sarin produit par le régime. Le rapport des services français lie directement le sarin utilisé à Saraqeb à celui produit par le régime, de même que pour les attaques sur Jobar et Alep également en avril 2013, ainsi que pour le massacre de la Ghouta et celui de Khan Cheikhoun. C'est l'analyse d'une grenade de sarin défectueuse qui ne s'est pas vidée de son contenu lors l'attaque de Saraqeb, croisée avec les analyses d'échantillons exfiltrés de Jobar par les journalistes Jean-Philippe Rémy et Laurent Van der Stockt, celles des stocks du régime, ainsi que les documentations concernant les attaques, qui a permis au gouvernement français d'établir la chaîne de production et utilisation de sarin contre les populations civiles,,,.

## Autres attaques chimiques à Saraqeb
- Le 1er mai 2015, des bombes barils remplies de chlore sont susceptibles d'avoir tué un enfant et blessent une quarantaine de personnes à Saraqeb[11].
- Le 2 août 2016, l'Observatoire syrien des droits de l'homme fait état de vingt-quatre cas de suffocation dans la ville de Saraqeb[12].
- Le 4 février 2018, « du chlore a été libéré de cylindres par impact mécanique dans le quartier d’Al Talil, à Saraqeb », selon l'OIAC[13]. En avril 2021, l'organisation conclut à la responsabilité du régime syrien dans cette attaque au chlore ayant affecté douze personnes[14],[15].

## Voir également
- Utilisation d'armes chimiques dans la guerre civile syrienne